# Millennium Tower (San Francisco)
Millennium Tower je 58 poschoďový mrakodrap v San Franciscu dokončený v roce 2009. Se svými 196,6 metry je to 4. nejvyšší mrakodrap ve městě. Stavba stála 350 mil USD a byla vypracována Millennium Partners of New York City a navržena Handel Architects. Mrakodrap je navržen jako obytná budova a přístavky 59. a 60. patra se prodávají za 12 mil USD. Pod úrovní silnice je 355 parkovacích míst ve čtyřpatrové podzemní garáži.